# وایس مدیا
وایس مدیا (انگلیسی: Vice Media) شرکت فیلم‌سازی آمریکایی کانادایی است، که در سال ۱۹۹۴ توسط گوین مکیننس تأسیس شد.